# Gymnobelideus leadbeateri
Gymnobelideus leadbeateri là một loài động vật có vú trong họ Petauridae, bộ Hai răng cửa. Loài này được McCoy mô tả năm 1867.
Chúng là một Phalangeriformes có nguy cơ tuyệt chủng chủ yếu bị giới hạn trong các túi nhỏ của tro núi cao, tro núi rừng và rừng cao su tuyết ở Tây Nguyên Victoria, phía đông bắc Melbourne. Nó là nguyên thủy, còn sót lại, và không lượn, và, là loài duy nhất trong chi petaurid Gymnobelideus, đại diện cho một tổ tiên. Trước đây, Gymnobelideus leadbeateri khá phổ biến ở những khu vực rất nhỏ mà chúng sinh sống; Yêu cầu cung cấp thực phẩm quanh năm và các lỗ cây để trú ẩn trong ngày hạn chế chúng vào rừng già sclerophyll ướt với một tầng giữa dày đặc giữa cây keo. Loài này được đặt tên theo John Leadbeater, người nhồi thú bông tại Bảo tàng Victoria. Vào ngày 2 tháng 3 năm 1971, bang Victoria đã chọn loài này làm biểu tượng động vật của mình.

## Lịch sử
Loài này được cho là đã tiến hóa khoảng 20 triệu năm trước. Chúng không được phát hiện cho đến năm 1867 và ban đầu chỉ được biết đến qua năm mẫu vật, mẫu cuối cùng được thu thập năm 1909. Từ đó, nỗi lo sợ rằng nó có thể đã tuyệt chủng dần dần tăng lên gần như chắc chắn sau khi các đầm lầy và vùng đất ngập nước ở Úc xung quanh sông Bassở phía tây nam Gippsland đã được tưới tiêu canh tác vào đầu những năm 1900.
Vào thời điểm hỏa hoạn thứ sáu đen tối 1939, loài này được coi là tuyệt chủng. Sau đó, vào ngày 3 tháng 4 năm 1961, một thành viên của Loài đã được tái khám phá bởi nhà tự nhiên học Eric Wilkinson trong các khu rừng gần Cambarville, và mẫu vật đầu tiên trong hơn 50 năm đã bị bắt sau đó trong tháng.
Năm 1961, một quần thể đã được phát hiện gần Marysville. Các cuộc tìm kiếm mở rộng kể từ đó đã tìm thấy dân số hiện có ở vùng cao nguyên. Tuy nhiên, sự sẵn có của môi trường sống thích hợp là rất quan trọng: rừng không phải là quá già và cũng không quá trẻ, với các nỗ lực bảo tồn cho loài thú này liên quan đến bảo vệ cây già, và duy trì cây trẻ có lỗ rỗng.
Sự kết hợp của cây trồng lại 40 năm tuổi (làm thực phẩm) và cây chết to vẫn còn đứng sau vụ cháy (để trú ẩn và làm tổ) cho phép dân số của loài thú này mở rộng lên khoảng 7500 vào đầu những năm 1980. Từ đỉnh cao của nó vào những năm 1980, dân số của loài thú này dự kiến sẽ tiếp tục suy giảm nhanh chóng, đến 90%, do tắc nghẽn môi trường sống. Số lượng giảm nhanh chosnh từ năm 1996. Đặc biệt, vụ cháy rùng ngày thứ bảy đen tối 2009 đã giết chết 43% loài thú này ở Cao nguyên Trung bộ Úc (Central Highlands), đã làm giảm số lượng của chúng xuống còn 1500 cá thể. Một nghiên cứu vào năm 2014 kết luận rằng có 92% cơ hội hệ sinh thái của loài thú này ở vùng cao nguyên Victoria sẽ sụp đổ trong vòng 50 năm.

## Môi trường sống
Loài này hiếm khi được nhìn thấy khi chúng hoạt động về đêm, di chuyển nhanh và chiếm phần trên của một số cây rừng cao nhất trên thế giới. Họ có chiều dài cơ thể trung bình là 33 cm (13 inch) tính cả đuôi. Chúng sinh sống trong các quần thể gia đình lên đến 12 cá thể, gồm cả một cặp sinh sản. Mùa sinh sản diễn ra chỉ một lần một năm, mỗi cặp chỉ sinh tối đa hai con một năm. Tất cả các thành viên ngủ cùng nhau trong một tổ làm bằng vỏ cây vụn trong một cái rỗng cây, bất cứ nơi nào từ 6 đến 30 mét trên mặt đất và khoảng ở trung tâm của một lãnh thổ 3 ha, mà họ bảo vệ tích cực. Xã hội của loài thú này mẫu hệ: Mỗi nhóm được thống trị bởi một con cái đầu đàn tích cực để trục xuất những người bên ngoài. Các con cái vị thành niên khác đã được nuôi dưỡng trước khi chúng đến tuổi thành thục giới tính. Ngoài ra, con cái có tính hung hăng hơn trong tự nhiên, thường tham gia vào các cuộc chiến thường xuyên với những con cái khác, kể cả con cái của chúng. Do các cuộc tấn công liên tục, các con cái trẻ bị buộc phải bỏ đi sớm hơn nhiều so với anh em trai, dẫn đến tỉ lệ nam và nữ rất cao là .
Những cá thể sống đơn độc gặp khó khăn khi sống sót: khi những con mới lớn tách đàn vào khoảng 15 tháng tuổi, chúng có xu hướng tham gia vào một thuộc địa khác như là một thành viên siêu trường, hoặc tập hợp lại thành các nhóm cử nhân trong khi chờ đợi để tìm một người bạn đời.

## Hình ảnh

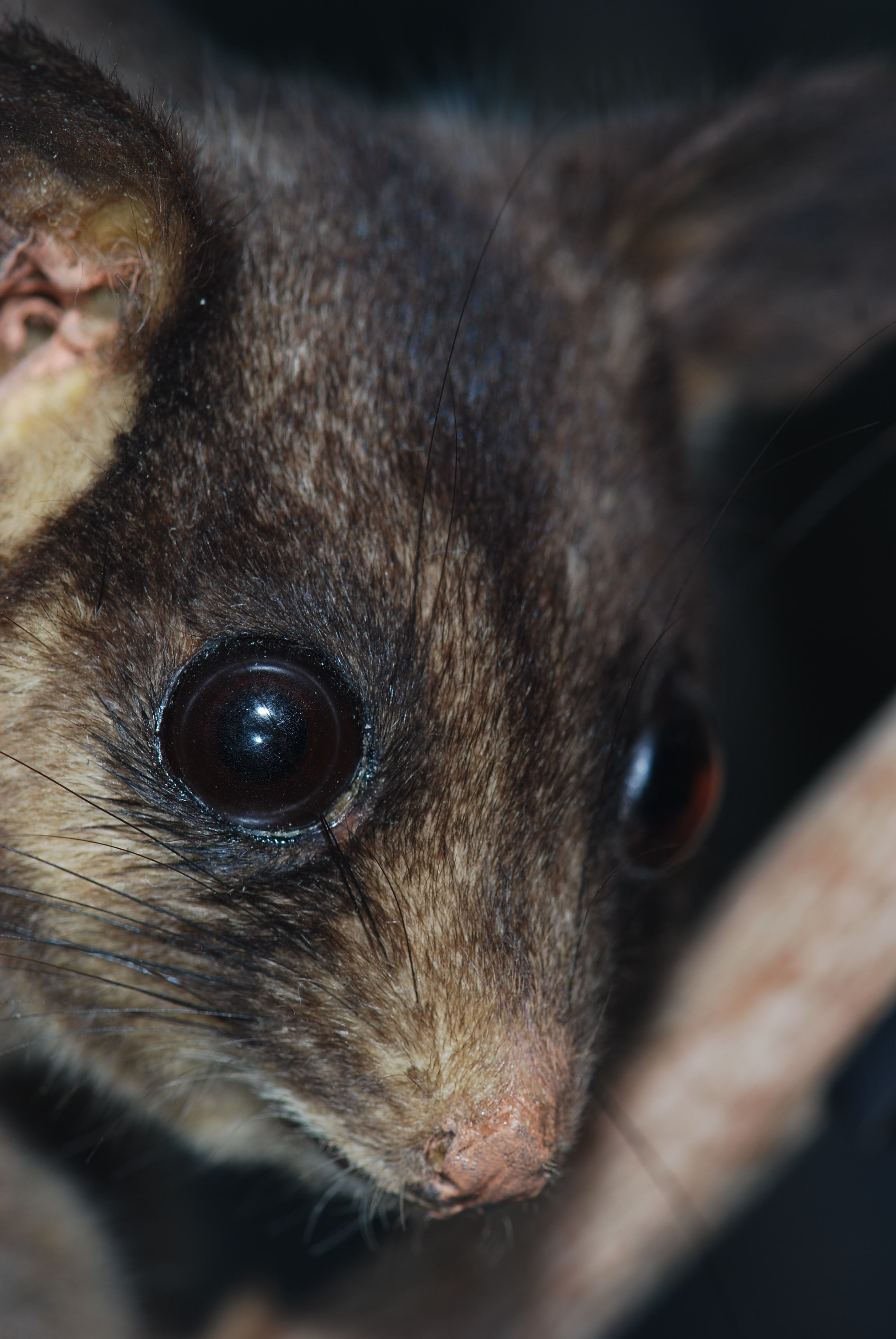
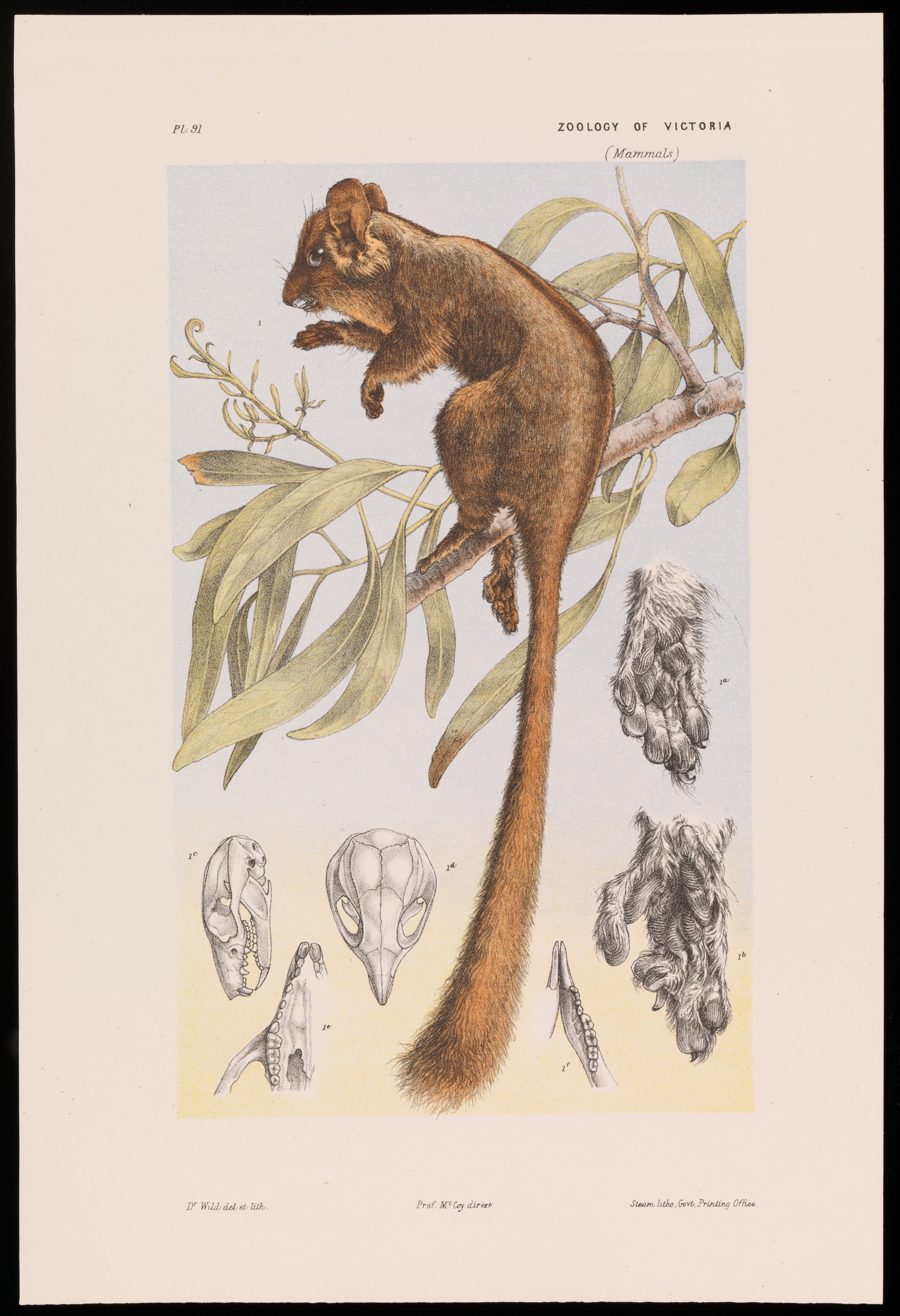
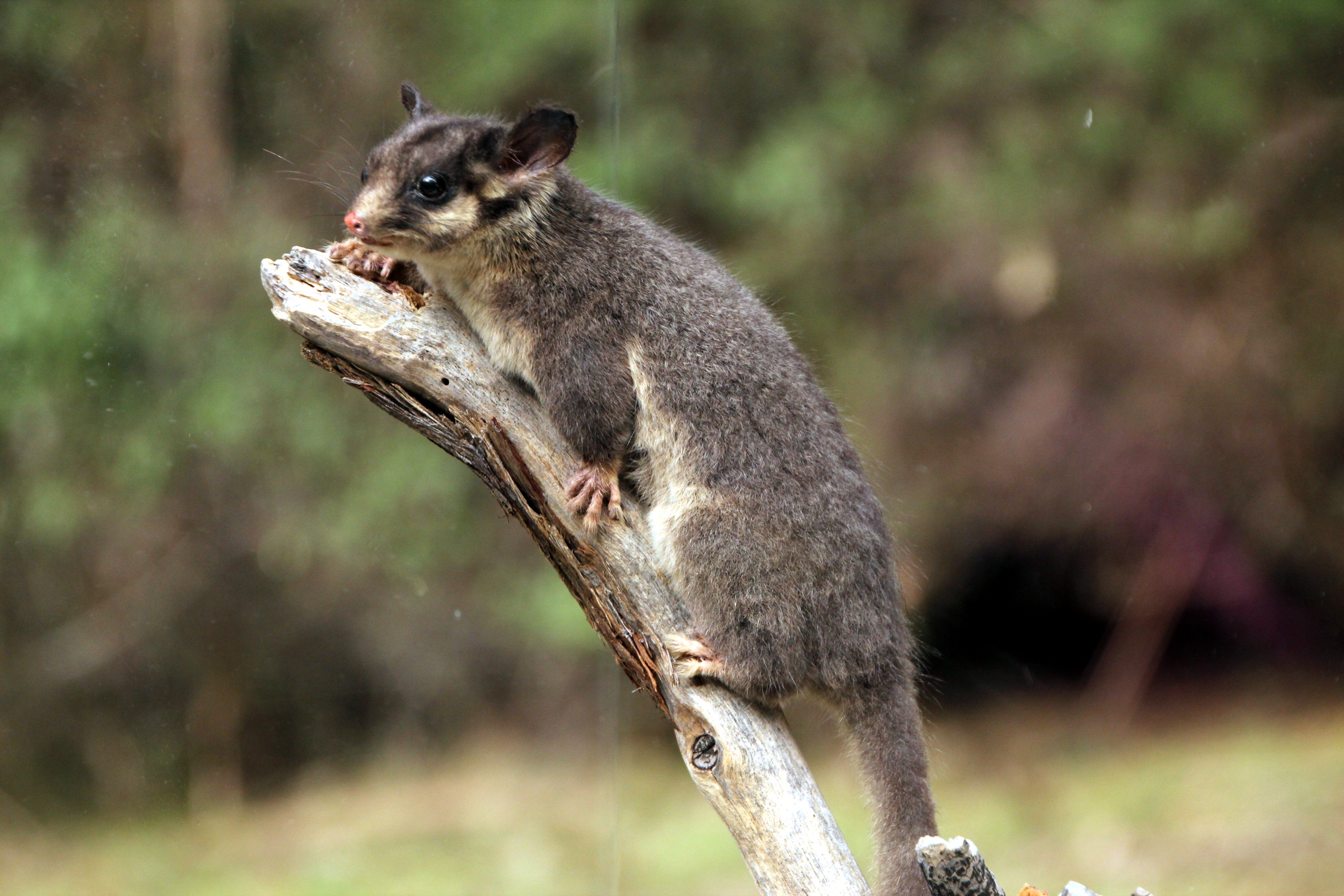
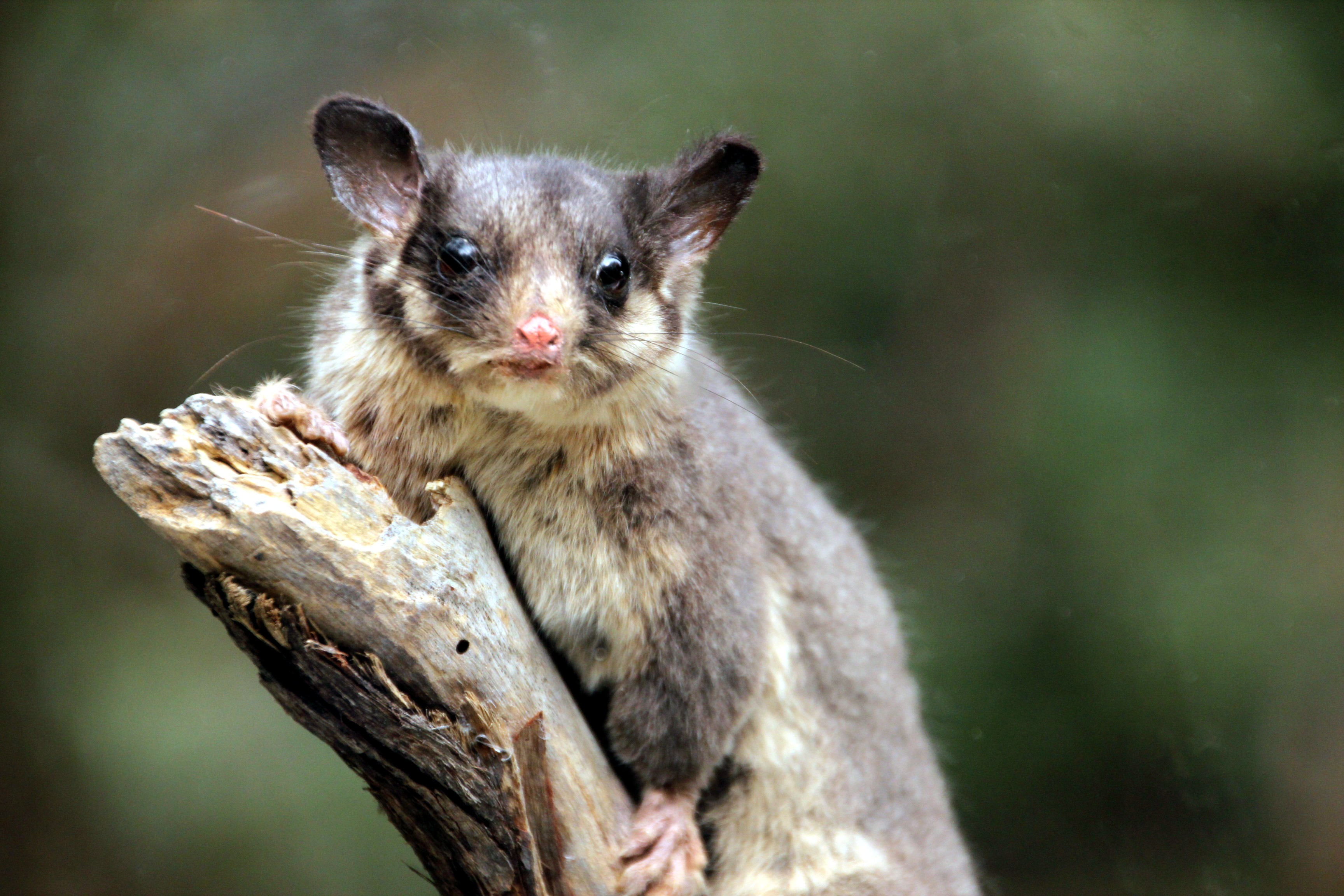